# 미나미사쓰마시
미나미사쓰마시(일본어: 南さつま市)는 일본 가고시마현 사쓰마반도 서해안에 있는 시이다. 2005년 11월 7일에 가세다시(加世田市)와 가와나베군(川辺郡) 오우라정(大浦町), 보노쓰정(坊津町), 가사사정(笠沙町), 히오키군(日置郡) 긴포정(金峰町) 등 1시 4정이 통합하여 탄생했다.

## 지리
사쓰마반도 남서단에 위치하고 동중국해와 접한다. 북서부에는 일본 3대 사구 중 하나로 꼽히는 후키아게 해안이 펼쳐지고 또 남서부(옛 가사사정, 보노쓰정)에 걸쳐 아름다운 리아스식 해안을 볼 수 있다. 본토에서 서쪽의 동중국해 앞바다에는 우지 군도와 구사가키 군도가 있다.

### 인접한 자치체
- 가고시마시
- 마쿠라자키시
- 히오키시
- 미나미큐슈시

## 역사
- 1889년 4월 1일 - 정촌제 시행으로 현재의 시역에 가와나베군 가세다촌·히가시카세다촌·니시카세다촌·니시미나미카타촌, 아타군 아타촌·다부세촌이 성립하였다.
- 1896년 3월 29일 - 군제 시행으로 아타군을 히오키군에 편입하였다.
- 1923년 1월 1일 - 니시카세다촌을 가사사촌으로 개칭하였다.
- 1924년 1월 1일 - 가세다촌이 정으로 승격해 가세다정이 되었다.
- 1925년 1월 1일 - 히가시카세다촌이 정으로 승격해 만세이정이 되었다.
- 1940년 11월 10일 - 가사사촌이 정으로 승격해 가사사정이 되었다.
- 1951년 4월 1일 - 가사사정에서 오우라정이 분리되었다.
- 1953년 10월 15일 - 니시미나미카타촌이 보노쓰촌으로 개칭하였다.
- 1954년 7월 15일 - 가세다정·만세이정이 신설 합병해 가세다시가 탄생하였다.
- 1955년 11월 1일 - 보노쓰촌이 정으로 승격해 보노쓰정이 되었다.
- 1956년 9월 30일 - 아타촌·다부세촌이 신설 합병해 긴포정이 되었다.
- 2005년 11월 7일 - 가세다시·가사사정·오우라정·보노쓰정·긴포정이 신설 합병해 미나미사쓰마시가 탄생하였다.

## 경제
주요 산업은 농업과 어업이다.

## 교통

### 도로
- 국도 226호선
- 국도 270호선

## 인구
| 연도                                | 인구   | ±%     |
| ----------------------------------- | ------ | ------ |
| 1920                                | 68,929 | —      |
| 1925                                | 70,176 | +1.8%  |
| 1930                                | 73,456 | +4.7%  |
| 1935                                | 71,758 | −2.3%  |
| 1940                                | 70,592 | −1.6%  |
| 1945                                | 90,328 | +28.0% |
| 1950                                | 89,852 | −0.5%  |
| 1955                                | 85,625 | −4.7%  |
| 1960                                | 78,091 | −8.8%  |
| 1965                                | 69,206 | −11.4% |
| 1970                                | 59,584 | −13.9% |
| 1975                                | 54,759 | −8.1%  |
| 1980                                | 52,604 | −3.9%  |
| 1985                                | 50,871 | −3.3%  |
| 1990                                | 48,113 | −5.4%  |
| 1995                                | 45,845 | −4.7%  |
| 2000                                | 43,979 | −4.1%  |
| 2005                                | 41,677 | −5.2%  |
| 2010                                | 38,706 | −7.1%  |
| 2015                                | 35,439 | −8.4%  |
| 2020                                | 32,887 | −7.2%  |
| Minamisatsuma population statistics |        |        |

## 기후
| 미나미사쓰마시의 기후                                        | 미나미사쓰마시의 기후 | 미나미사쓰마시의 기후 | 미나미사쓰마시의 기후 | 미나미사쓰마시의 기후 | 미나미사쓰마시의 기후 | 미나미사쓰마시의 기후 | 미나미사쓰마시의 기후 | 미나미사쓰마시의 기후 | 미나미사쓰마시의 기후 | 미나미사쓰마시의 기후 | 미나미사쓰마시의 기후 | 미나미사쓰마시의 기후 | 미나미사쓰마시의 기후 |
| 월                                                           | 1월                   | 2월                   | 3월                   | 4월                   | 5월                   | 6월                   | 7월                   | 8월                   | 9월                   | 10월                  | 11월                  | 12월                  | 연간                  |
| ------------------------------------------------------------ | --------------------- | --------------------- | --------------------- | --------------------- | --------------------- | --------------------- | --------------------- | --------------------- | --------------------- | --------------------- | --------------------- | --------------------- | --------------------- |
| 역대 최고 기온 °C (°F)                                       | 22.7 (72.9)           | 23.9 (75.0)           | 25.3 (77.5)           | 28.8 (83.8)           | 31.6 (88.9)           | 34.1 (93.4)           | 35.6 (96.1)           | 36.2 (97.2)           | 34.9 (94.8)           | 33.0 (91.4)           | 28.3 (82.9)           | 24.9 (76.8)           | 36.2 (97.2)           |
| 일평균 최고 기온 °C (°F)                                     | 12.7 (54.9)           | 13.9 (57.0)           | 16.9 (62.4)           | 21.0 (69.8)           | 24.8 (76.6)           | 27.4 (81.3)           | 31.3 (88.3)           | 32.3 (90.1)           | 29.8 (85.6)           | 25.5 (77.9)           | 20.4 (68.7)           | 15.1 (59.2)           | 22.6 (72.7)           |
| 일일 평균 기온 °C (°F)                                       | 8.3 (46.9)            | 9.3 (48.7)            | 12.2 (54.0)           | 16.3 (61.3)           | 20.1 (68.2)           | 23.5 (74.3)           | 27.3 (81.1)           | 27.9 (82.2)           | 25.1 (77.2)           | 20.3 (68.5)           | 15.1 (59.2)           | 10.2 (50.4)           | 18.0 (64.3)           |
| 일평균 최저 기온 °C (°F)                                     | 3.8 (38.8)            | 4.4 (39.9)            | 7.3 (45.1)            | 11.4 (52.5)           | 15.6 (60.1)           | 20.2 (68.4)           | 24.0 (75.2)           | 24.3 (75.7)           | 21.3 (70.3)           | 15.6 (60.1)           | 10.1 (50.2)           | 5.3 (41.5)            | 13.6 (56.5)           |
| 역대 최저 기온 °C (°F)                                       | −4.2 (24.4)           | −4.6 (23.7)           | −1.8 (28.8)           | 0.2 (32.4)            | 6.5 (43.7)            | 11.7 (53.1)           | 16.7 (62.1)           | 17.6 (63.7)           | 11.4 (52.5)           | 4.8 (40.6)            | 0.4 (32.7)            | −3.8 (25.2)           | −4.6 (23.7)           |
| 평균 강수량 mm (인치)                                        | 93.2 (3.67)           | 118.7 (4.67)          | 167.0 (6.57)          | 195.4 (7.69)          | 189.6 (7.46)          | 514.2 (20.24)         | 337.3 (13.28)         | 219.9 (8.66)          | 276.3 (10.88)         | 104.8 (4.13)          | 127.2 (5.01)          | 110.5 (4.35)          | 2,454 (96.61)         |
| 평균 강수일수 (≥ 1.0 mm)                                     | 11.2                  | 10.5                  | 13.2                  | 10.7                  | 9.9                   | 15.4                  | 11.5                  | 10.8                  | 10.5                  | 8.0                   | 9.2                   | 10.2                  | 131.1                 |
| 평균 월간 일조시간                                           | 96.5                  | 111.2                 | 148.7                 | 165.6                 | 166.6                 | 99.1                  | 172.7                 | 198.8                 | 162.7                 | 174.4                 | 135.8                 | 110.2                 | 1,742.3               |
| 출처: 일본 기상청 (평년값: 1991년~2020년, 극값: 1977년~현재) |                       |                       |                       |                       |                       |                       |                       |                       |                       |                       |                       |                       |                       |